# Максвелл-Хислоп, Рэйчел
Рэйчел Максвелл-Хислоп (англ. Rachel Maxwell-Hyslop, урождённая Клей англ. Clay; 27.03.1914, Лондон — 09.05.2011, Банбери, Англия) — британская археолог, исследовательница Древнего Ближнего Востока.
Член Британской академии (1991).
Окончила Сорбонну, где изучала французский язык.
В 1933 г. присоединилась к археологическим раскопкам Мортимера Уилера. С подачи Кэтлин Кеньон стала одной из первых трёх студентов образованного в 1934 году Института археологии в Лондонском университете. Затем работала там же.
Член Лондонского общества антикваров (1943).
В 1954-82 гг. член совета Британского археологического института в Турции.
В 1958—1996 гг. член совета Британской археологической школы в Ираке, в 2001-4 гг. её вице-президент, а в 2004—2007 годах — президент. В 1971-7 гг. также член совета Британской археологической школы в Иерусалиме.
Являлась убеждённой либералкой.
С 1938 года замужем, трое детей.